# Ноулз, Тони (политик)
Энтони Кэрролл Ноулз (англ. Anthony Carroll Knowles; род. 1 января 1943, Талса, Оклахома) — американский политик, бывший губернатор Аляски (1994—2002).

## Биография
В 1962 году добровольцем пошёл в армию, служил в 82-й воздушно-десантной дивизии, позднее во Вьетнаме. В 1968 году закончил Йельский университет, получив степень бакалавра по специальности «экономика». Переехал на Аляску, где работал в нефтяной промышленности. В 1969 году открыл свой первый из четырёх ресторанов в Анкоридже.
Трижды избрался депутатом городской ассамблеи Анкориджа, затем дважды — мэром города (1981—1987). В 1990 году впервые баллотировался в губернаторы Аляски, но проиграл Уолтеру Хикелю. Через четыре года, в 1994 году он выиграл выборы, набрав 41,1 %. Был переизбран в 1998 году, получив 51,1 % голосов. Ноулз не мог участвовать в выборах 2002 года в связи с законодательным запретом занимать должность губернатора два срока подряд.
В 2004 году участвовал в выборах в Сенат США. Проиграл дочери действующего губернатора Лизе Меркауски.
В 2006 году пытался вернуть себе кресло губернатора, но проиграл республиканскому кандидату Саре Пэйлин.
Возглавляет некоммерческую организацию «Институт Национальной энергетической политики», занимающейся изучением энергетических стратегий с целью сокращения импорта нефти и сокращения выброса парниковых газов. Организацию спонсирует американский миллиардер Джордж Кайзер.